# KK Alkar
KK Alkar ist ein Basketballverein aus Sinj, Kroatien. In der Saison 2022/23 spielt der Verein in der kroatischen ersten Liga.

## Geschichte
Basketball wurde in Sinj erstmals im Jahre 1952 gespielt. Drei Jahre später, also 1955, wurde der Verein KK Tekstilac gegründet, der Vorläufer des heutigen Vereins war. Im Verlauf der folgenden Jahre wurden mehrere Turniere mit wechselhaften Erfolgen bestritten. 
1965 änderte der Verein seinen Namen in KK Alkar und wurde noch im selben Jahr Meister in der Dalmatinischen Liga (4. Liga). Nach dem Aufstieg in die dritte Liga platzierte sich der Verein stets im oberen Tabellendrittel und gewann 1972 sogar die Vorqualifikation zur Zweiten Liga in Zadar. Bei der späteren Hauptqualifikation scheiterte man dann aufgrund des schlechteren Korbverhältnisses.
1978 zog der KK Alkar zu seinen Spielen in eine neu errichtete Halle um. Ziel war der Aufstieg in die zweite Liga, den der Verein allerdings bis zur Saison 1980/1981 regelmäßig verfehlte. 
Die wohl erfolgreichste Spielzeit war 1983/1984, als man erst im jugoslawischen Pokalfinale an KK Bosna scheiterte, nachdem man im Halbfinale den hohen Favoriten KK Zadar eliminiert hatte. Im selben Jahr stieg der KK Alkar in die erste B-Liga Jugoslawiens auf.
Nach dem Bürgerkrieg in Kroatien hält man sich in der ersten kroatischen Liga.
Siehe auch: Basketball in Kroatien